# Petit Maroc
Le Petit Maroc est un micro-quartier de Lille sur le territoire de Fives, en France.

## Situation
Le Petit Maroc est situé entre le quartier du « Mont-de-Terre » à Fives et celui de la porte de Valenciennes à Moulins entre un faisceau ferroviaire, ancienne gare de triage, actuellement annexe du technicentre d’Hellemmes, et l’autoroute A 1. Le quartier est relié à Ronchin par une voie piétons-cycles qui longe la voie ferrée et passe sous l’autoroute.

## Toponymie
Le quartier aurait été créé par des tirailleurs marocains démobilisés après la Première guerre mondiale ou le nom aurait donné par un militaire ayant fait son service au Maroc à la vue des maisons de bois

## Histoire
L’origine du quartier serait une location d’un terrain militaire de 3 hectares de la zone non aedificandi entre la porte de Valenciennes et Ronchin en 1907 sous loué à un marchand de pommes de terre qui l’avait divisé en parcelles elle-même sous-louées pour construire un habitat précaire.
Le Petit Maroc est décrit en 1932 comme un « pâté de maisons né au milieu de terrains vagues de la zone militaire de la plaine de Ronchin, un vrai hameau, sans clocher, sans mairie, sans école ». On y accédait par la rue de Bavay et l'allée des Alouettes. Ce hameau ou bidonville semble disparu en 1945. 
L’actuel quartier est créé par Théodore Leveau comme urbaniste en chef et Albert Laprade comme architecte en chef pour reloger les sinistrés des bombardements de 1942 et de 1944 autour de l'usine de Fives et du pont du Mont-de-Terre. Un projet de 210 logements de maisons jumelées et en bande  continues dans un environnement inspiré des cités-jardins avec des équipements tels que terrain de sports, dispensaire, école maternelle et boutiques. Seule une moitié de ce programme fut réalisé au début des années 1950, soit une centaine de logements sans les équipements prévus, ce qui correspond à la partie nord du quartier (rue des Frères-Lumière et voies environnantes).
La construction du quartier fut complétée par un « programme de logements économiques de première nécessité » lancé en juillet 1955 à la suite de l’appel de l’Abbé Pierre de l’hiver 1954 qui aboutit à la construction d’un ensemble de très petites maisons. Des maisons de bonne qualité sont construites à la même époque à l’entrée du quartier.
Une manufacture de la SEITA qui employait 600 salariés y est construite en 1960
Un immeuble est construit en 1971 pour reloger les habitants du bidonville des Dondaines.
La manufacture de tabacs qui ferme en 2004 est remplacée en 2010 par  B’twin Village de Décathlon, usine de montage de vélos haut de gamme, pistes de vélo et de skate, magasin de ventes de vélos. L’ensemble emploie 1200 salariés.

## Le Petit Maroc auXXIesiècle
Le quartier enclavé dispose de très peu de commerces. B’twin village emploie peu de ses habitants.
Quelques-unes des petites maisons construites en 1955 sont abandonnées mais la plupart sont habitées. 